# Индиа-Дормида
Индиа-Дормида  (исп.  India Dormida ) — природный заповедник в Панаме.

## Общие сведения
Находится в округе Антон провинции Кокле, начало тропы — в 2,3 км от города Эль-Валье-де-Антон (исп. El Valle de Antón). (В русском языке иногда употребляется альтернативный вариант произношения: Эль-Вайе-де-Антон).
Вход на территорию парка платный. Маршрут имеет длину 1,66 км. (3,32 км. — туда и обратно). Посещаемость высокая: туристы и местные жители.

## Достопримечательности
С тропинки и смотровых площадок открываются виды на горные пейзажи покрытые лесом; присутствуют реки и водопады — Каскада-Эскондида (исп. La Cascada Escondida), Каскадас-де-Лос-Энаморадоs (исп.   La Cascadas de los Enamorados ), Сальто-дель-Сапо (исп.  El Salto del Sapo). Впечатляет обозреваемая с высоты панорама долины в кратере потухшего вулкана, где живут люди.

## Легенда возникновения названия
Флор-дель-Айре была дочерью Урраки, самого успешного вождя Панамы, сражавшегося против конкистадоров. Влюбиться в одного из испанских солдат было её несчастьем. Явари, один из сильнейших бойцов своего племени, добивался её привязанности. Не получив желаемого, он в отчаянии прыгнул с вершины горы и разбился на глазах принцессы. В печали принцесса Флор-дель-Айре покинула свой дом и больше никогда не видела испанца. Она пересекла горы и долины, горько оплакивая свою судьбу. Над пляжами Карибского моря она упала замертво, оглядываясь на любимые горы, где родилась. Горы были настолько тронуты этой печальной любовной историей, что решили сформировать облик принцессы. Так возникла Индиа-Дормида.

## Примечания

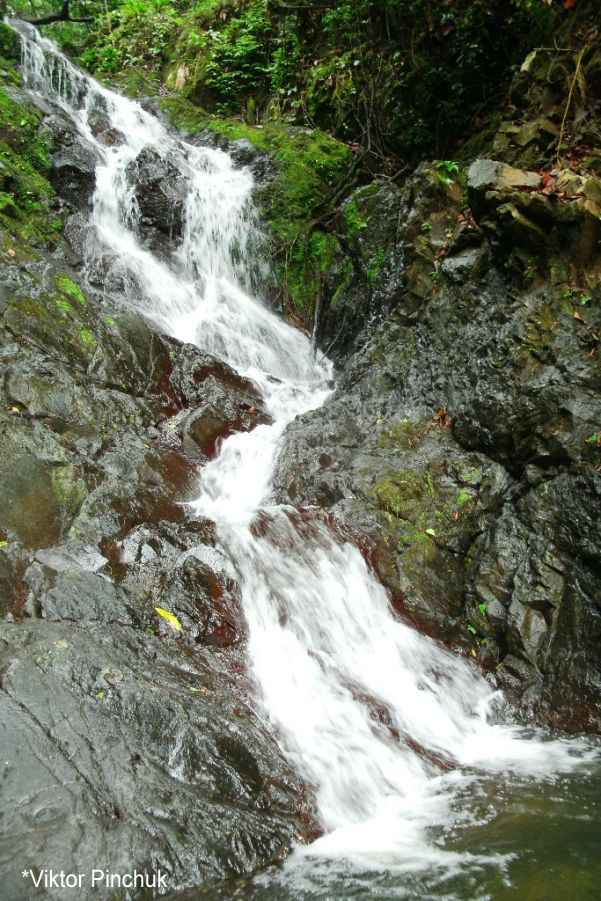
Сальто-дель-Сапо
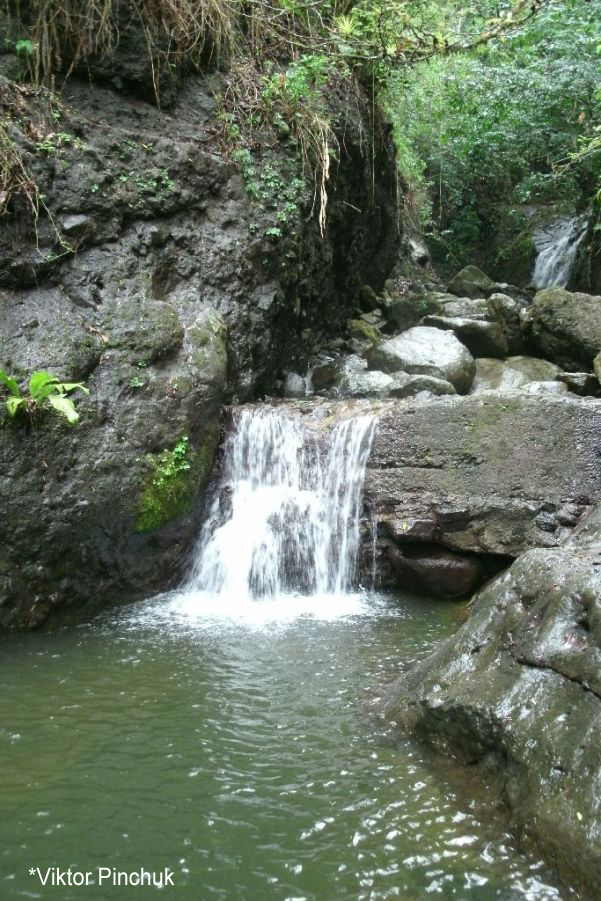
Каскада-Эскондида
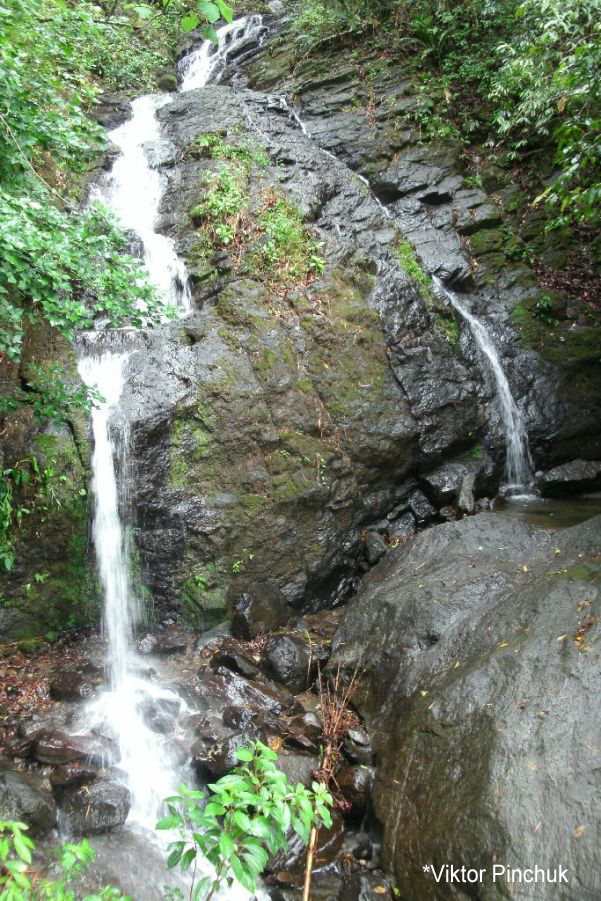
Каскадас-де-Лос-Энаморадос
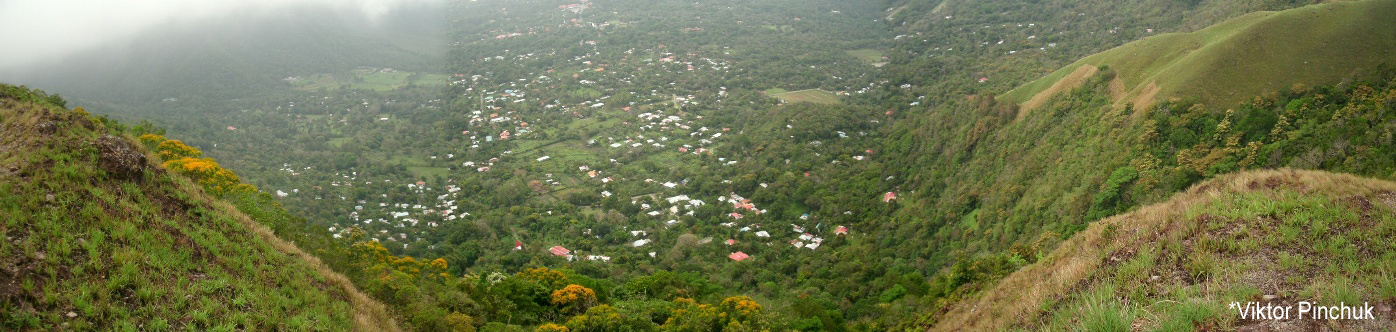
Вид на долину и постройки в кратере потухшего вулкана